# ميناء إنوشيما لليخوت

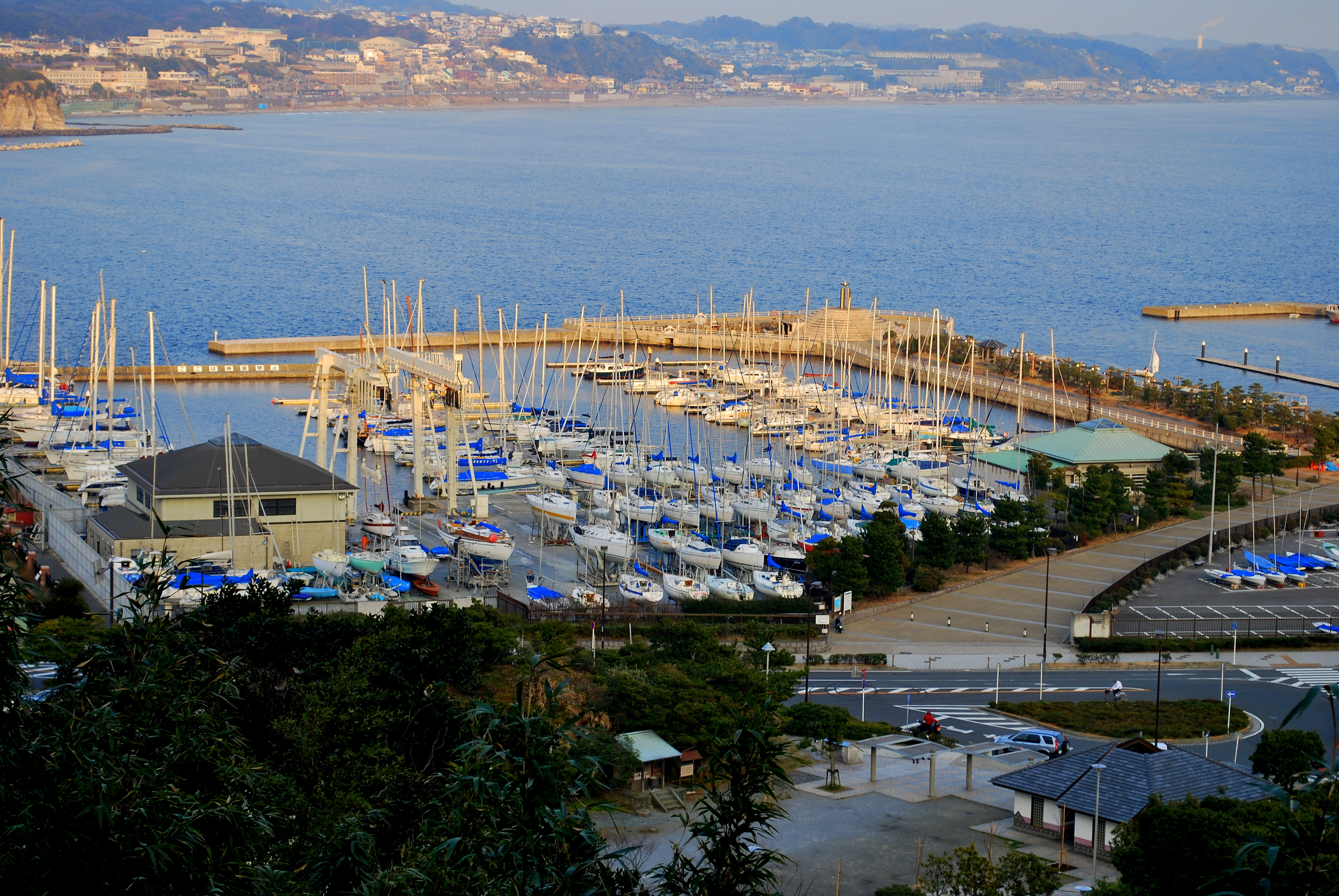
منظر جوي من للمرسى

مرسى إنوشيما لليخوت (ياب. 江の島ヨットハーバー) هو ميناء قوارب رياضية في شبه الجزيرة التي تحمل نفس الاسم، التي تقع في خليج ساغامي في محافظة كاناغاوا في اليابان
كان المرسى هو الأول في اليابان الذي تم بناؤه لمسابقات الإبحار ولا يزال أحد أكبر المراسي في البلاد.
في دورة الألعاب الأولمبية الصيفية لعام 1964 في طوكيو، كان مكانًا لمسابقات الإبحار. وتبع ذلك أحداث الإبحار الرئيسية الأخرى، مثل كأس سباق الصداقة لليخوت النرويج ، والبطولات الوطنية. أقيمت هنا بطولة العالم في فئة 505 .
ستقام مسابقات الإبحار هنا مرة أخرى في دورة الألعاب الأولمبية الصيفية لعام 2020 .

## روابط إنترنت
- مرسى Enoshima على www.2020games.metro.tokyo.jp (الإنجليزية)
- مرسى Enoshima في www.pregamestraining.tokyo2020.jp (الإنجليزية)